# Vigrid

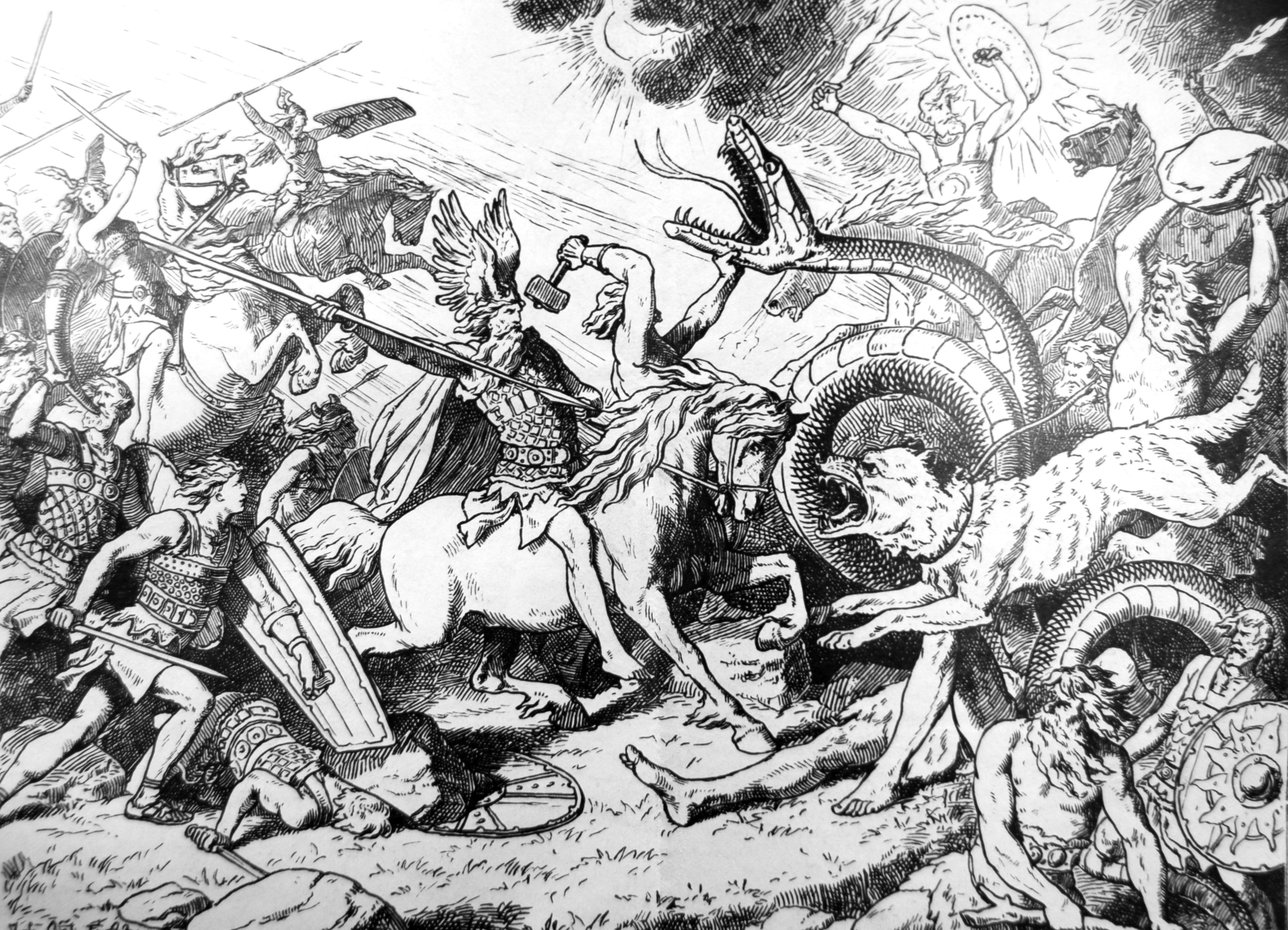
Een strijdtoneel op het Vigrid.

Vigrid is in de Noordse mythologie de vlakte waar het leven van alle eerste wezens geboren werd, te beginnen met Ymir, de rijpreus. 
Tevens is de Vigrid vlakte sinds het begin van de schepping voorbestemd als strijdtoneel van de laatste beslissende strijd. Met Ragnarok zullen de goden en hun volgelingen hier de strijd aanbinden met de destructieve chaoskrachten. Ten slotte is Vigrid weer de vlakte waar de wereld opnieuw begint na de Ragnarok.
Het is de "kale vlakte", het lege veld te beschouwen als de ijle ruimte op zich.
Vigrid wordt genoemd in Vafþrúðnismál uit de Poëtische Edda en Gylfaginning uit de Proza-Edda.
Deze vlakte heeft als strijdveld een beslissende functie vergelijkbaar met de Kurukshetra vlakte in de Oud-Indiase Bhagavad gita, een onderdeel van de Mahabharata. Ook op deze vlakte wordt een strijd tussen de evolutionaire ordenende krachten en de vervormende krachten van bedrog, decadentie en vernietiging uitgevochten.